# Giulio Cesare Pallavicini
Giulio Cesare Pallavicini, né le 1er janvier 1741 et mort le 13 mai 1819, est un prélat, évêque de Luni et Sarzana de 1804 à 1819.

## Biographie
Giulio Cesare Pallavicini est ordonné prêtre pour la Compagnie de Jésus 26 août 1770.